# Duurzameontwikkelingsdoelstellingen
De duurzameontwikkelingsdoelstellingen (Engels: Sustainable Development Goals, afgekort SDG) zijn in 2015 door de Verenigde Naties vastgesteld als de nieuwe mondiale duurzameontwikkelingsagenda voor 2030. Ze worden gepromoot als de wereldwijde doelstellingen voor duurzame ontwikkeling. De SDG's zijn van 2016 tot 2030 van kracht, en vervangen de millenniumdoelstellingen die eind 2015 zijn vervallen. Er zijn 17 doelstellingen en 169 onderliggende targets om deze doelen te operationaliseren. De lidstaten moeten zelf zorgen voor vertaling in nationaal beleid. Het is een programma van de VN-Duurzameontwikkelingsgroep (Engels: United Nations Sustainable Development Group, UNSDG).

## Doelstellingen

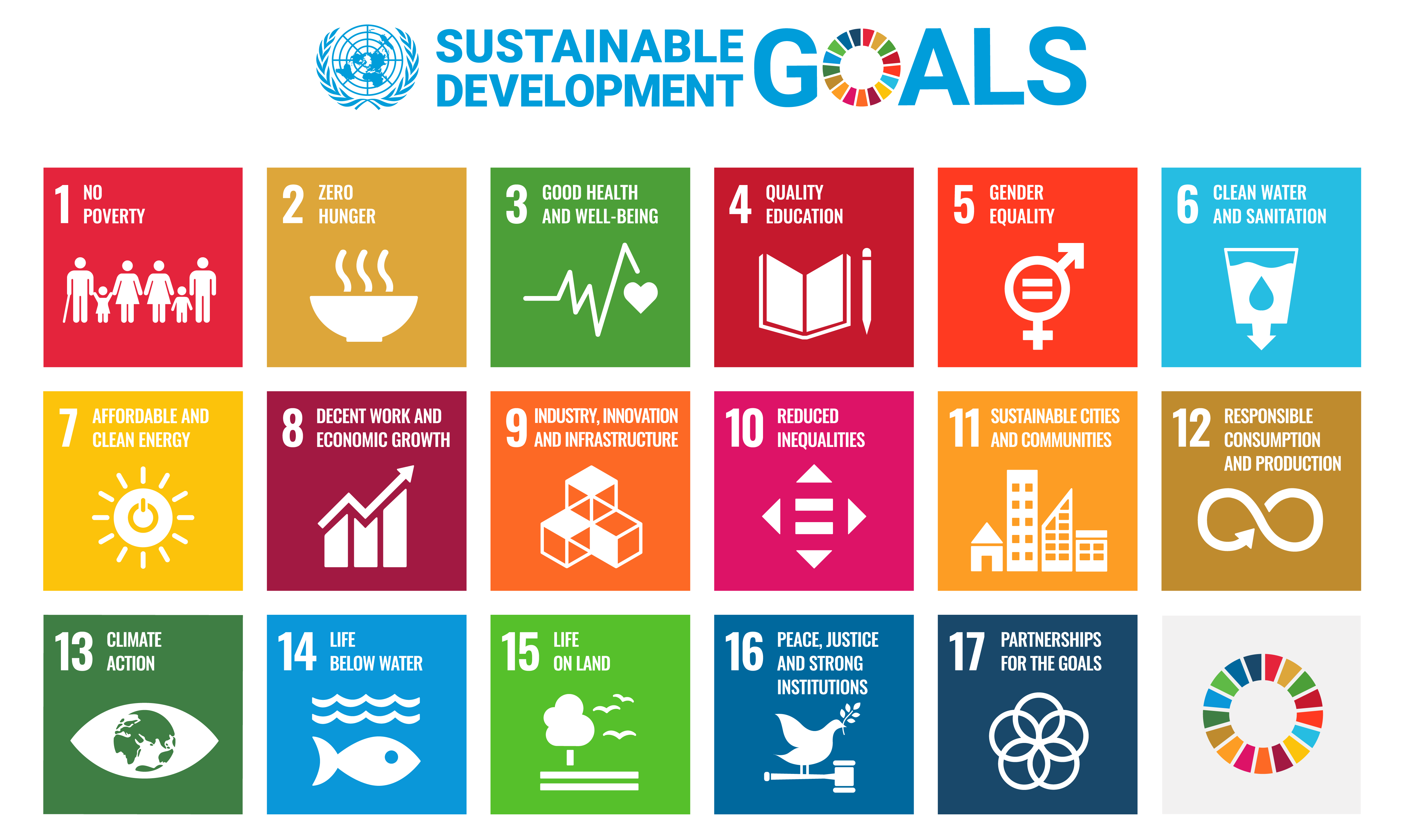
Een diagram met de 17 duurzameontwikkelingsdoelen

In augustus 2015 bereikten 193 landen een akkoord over de volgende 17 doelstellingen:

### SDG 1: Geen armoede
Beëindig armoede overal en in al haar vormen
De eerste doelstelling gaat over het beëindigen van armoede. Volgens de Verenigde Naties ook meteen het belangrijkste doel. Niemand mag in 2030 nog in extreme armoede leven. Onder de millenniumdoelen betekende extreme armoede dat iemand minder dan 1,25 dollar per dag te besteden heeft. De Wereldbank heeft deze grens in 2015 verlegd naar 1,90 dollar per dag. In 2012 leefde 12,8 procent van de wereldbevolking onder de grens van 1,90 dollar. Dit zijn 896 miljoen mensen. In 1990 leefde nog 37 procent van de wereldbevolking, of 1,95 miljard mensen, onder deze grens. De verwachting was dat dit aantal in 2015 zou zijn gedaald naar 9,5 procent of 702 miljoen mensen van de wereldbevolking. Deze verwachting is overtroffen: in 2015 leefden nog maar 590 miljoen mensen onder de armoedegrens van 1,90 dollar per dag. Overigens werd in 2017 de wereldarmoedegrens opnieuw verhoogd, nu tot 2,15 dollar per dag. Volgens de meest recente data (2019) leefden er wereldwijd nog 701 miljoen mensen onder deze lijn. Volgens een in 2023 uitgebracht rapport van de Wereldbank is het niet aannemelijk dat het doel voor 2030 gehaald zal worden. Belangrijke oorzaken hiervoor zijn de coronacrisis en de oorlog in Oekraïne. De verwachting is nu dat er in 2030 nog 574 miljoen mensen (7% van de wereldbevolking) onder de armoedegrens van $2,15 per dag zullen leven, hoofdzakelijk in Afrika.
Deze doelstelling heeft in totaal 7 targets, waarvan er 5 behaald moeten worden in 2030 en de laatste twee hebben geen specifieke einddatum maar kunnen worden gezien als ambitie.

### SDG 2: Geen honger
Beëindig honger, bereik voedselzekerheid en verbeterde voeding en promoot duurzame landbouw
Verzeker een goede gezondheid en promoot welvaart voor alle leeftijden.
In 2030 mag niemand op de wereld meer honger lijden. Iedereen moet toegang hebben tot veilig, voedzaam en voldoende voedsel, het hele jaar door. Volgens het Wereldvoedselprogramma hebben op dit moment 795 miljoen mensen niet genoeg voedsel om een gezond en actief leven te leiden. Dit is ongeveer een op de negen mensen wereldwijd. In sub-Sahara Afrika lijden naar verhouding de meeste mensen honger, een op de vier mensen in deze regio is ondervoed. Ook sterft bijna de helft (45 procent) van de kinderen die voor hun vijfde komen te overlijden aan malnutritie. En wereldwijd gaan nog steeds 66 miljoen basisschoolkinderen met honger naar school.
Deze doelstelling bestaat uit 8 targets en 14 ambities, welke te maken hebben met het beëindigen van malnutritie, maar ook de productie van duurzame voedselbronnen en investeringen, onderzoek en nieuwe technologieën. Een studie in Nature wees uit dat het onmogelijk lijkt om een einde te maken aan malnutritie voor het jaar 2030.

### SDG 3: Goede gezondheid en welzijn
Verzeker een goede gezondheid en promoot welvaart voor alle leeftijden
"Gezondheid is essentieel voor duurzame ontwikkeling", stellen de Verenigde Naties. Doel drie gaat over gezondheid en welzijn voor iedereen van jong tot oud. Volgens de Wereldgezondheidsorganisatie daalde het kindersterftecijfer in 2015 met 53 procent ten opzichte van 1990. Toch sterven er elk jaar nog steeds zes miljoen kinderen voor hun vijfde levensjaar. Het merendeel van deze kinderen wonen in Azië en sub-Sahara-Afrika. Vier van de vijf kinderen die voor hun vijfde levensjaar overlijden komen uit deze regio’s. Moedersterfte is in 2015 ten opzichte van 1990 met 44 procent gedaald, aldus de Wereldgezondheidsorganisatie. Maar ook hier kunnen nog stappen worden gezet. Moedersterfte is in ontwikkelingslanden nog steeds 14 keer hoger dan in ontwikkelde landen.
Naast bovengenoemde onderwerpen gaat het derde doel ook over de invloed van non-communicable diseases, oftewel ziekten die niet van mens-op-mens overgedragen kunnen worden, maar ook ongelukken, vervuiling en universele gezondheidszorg voor allen staan op de agenda.

### SDG 4: Kwaliteitsonderwijs
Verzeker gelijke toegang tot kwaliteitsvol onderwijs en bevorder levenslang leren voor iedereen
Met name door de millenniumdoelen is er op het gebied van onderwijs de laatste jaren veel verbeterd, vooral voor vrouwen en meisjes. Op dit moment gaat 91 procent van de kinderen in ontwikkelingslanden naar de basisschool. Het aantal kinderen dat niet naar school gaat is ten opzichte van 2000 gehalveerd: van 100 miljoen in 2000 naar 57 miljoen in 2015. Maar er valt nog veel winst te behalen. Vijftig procent van de kinderen met een basisschoolleeftijd die niet naar school gaan, wonen in conflictgebieden. En wereldwijd kunnen 103 miljoen jongeren nog niet lezen of schrijven.
Het vierde doel omvat tien targets en 11 indicators. De targets gaan onder andere over gratis basis onderwijs, goed middelbaar- en- hoger onderwijs, maar ook over het bestrijden van discriminatie in het onderwijs, analfabetisme en onderwijs in duurzaamheid.

### SDG 5: Gendergelijkheid
Bereik gendergelijkheid en empowerment voor alle vrouwen en meisjes
In de Universele Verklaring van de Rechten van de Mens is vastgesteld dat mannen en vrouwen dezelfde rechten hebben. Toch is dit niet voldoende. “Gelijkheid tussen mannen en vrouwen is niet alleen een mensenrecht, maar ook de basis voor een vreedzame, welvarende en duurzame wereld”, aldus de Verenigde Naties. Maar in de praktijk blijkt dat vrouwen en meisjes nog vaak achtergesteld worden ten opzichte van mannen en jongens. Dit vijfde doel stelt dat in 2030 vrouwen en mannen ook in de praktijk gelijke rechten moeten hebben op faciliteiten als onderwijs, gezondheidszorg en werk. Daarnaast moeten vrouwen en mannen gelijk vertegenwoordigd zijn in politieke en economische besluitvorming.
Het vijfde duurzaamheidsdoel omvat negen targets, die onder andere te maken hebben met het beëindigen van discriminatie, geweld en uitbuiting van vrouwen, genitale mutilatie en huwelijksdwang.

### SDG 6: Schoon water en sanitair
Verzeker toegang tot duurzaam beheer van water en sanitatie voor iedereen
Schoon drinkwater en goede en schone sanitaire voorzieningen hebben een positieve invloed op andere Global Goals zoals voedselveiligheid, onderwijs en gezondheid. Schoon drinkwater zorgt voor minder infecties en schone toiletten op scholen zorgen ervoor dat meer meisjes naar school gaan, ook als ze ongesteld zijn. Er is genoeg schoon drinkwater voor iedereen op de wereld, maar door problemen zoals een slechte infrastructuur of economie, sterven er elk jaar nog miljoenen mensen aan ziekten die veroorzaakt worden door vervuild drinkwater of slechte hygiëne.
Sinds 1990 hebben 2,6 miljard mensen toegang gekregen tot schoon drinkwater, maar 1,8 miljard mensen halen hun drinkwater nog steeds uit vervuilde bronnen. Daarnaast kunnen 2,4 miljard mensen op de wereld nog geen gebruik maken van schone toiletten en ander sanitair.
Het zesde duurzaamheidsdoel heeft zes verschillende targets die gaan over drinkwater, sanitair, of hygiëne, bijvoorbeeld door een programma wat handhygiëne promoot, maar ook over hoe water efficiënt gebruikt kan worden en naar het zoeken van mogelijkheden om drinkwater te filteren en op te slaan.

### SDG 7: Betaalbare en duurzame energie
Verzeker toegang tot betaalbare, betrouwbare, duurzame en moderne energie voor iedereen
We hebben energie nodig voor onze welvaart en ons welzijn; om te leven, wonen en werken. De maatschappij zou zich niet zo kunnen ontwikkelen zoals het nu doet zonder energie. Daarom is het belangrijk dat iedereen gebruik kan maken van energie, vinden de Verenigde Naties. Een op de vijf mensen heeft op dit moment nog geen toegang tot energie. Maar tegelijkertijd is energie ook een van de grootste problemen van deze eeuw. We halen te veel energie uit kolen, olie en gas. Deze grondstoffen raken een keer op en de brandstof veroorzaakt klimaatverandering. Ten minste 60 procent van de uitstoot van broeikasgassen wordt veroorzaakt door energie.
De doelen omvatten toegang tot betaalbare en betrouwbare energie, waarbij technologie om energie te verbeteren en op te slaan een grote rol speelt.

### SDG 8: Eerlijk werk en economische groei
Bevorder aanhoudende, inclusieve en duurzame economische groei, volledige en productieve tewerkstelling en waardig werk voor iedereen
In veel landen betekent het hebben van een baan niet automatisch dat je aan armoede kunt ontsnappen. Dit moet anders. Daarom richt doel acht zich op fatsoenlijk werk voor iedereen en duurzame en inclusieve economische groei. Dit betekent dat iedereen die kan werken de mogelijkheid moet hebben om te kunnen werken, onder goede werkomstandigheden. Deze banen moeten economische groei stimuleren zonder het milieu aan te tasten.
Een van de targets voor 2020 is om de werkloosheid van de jeugd terug te dringen. Duurzaamheidsdoel nummer 8 zorgt ook voor het versterken van financiële instituten om duurzame en economische ontwikkeling te bevorderen.

### SDG 9: Industrie, innovatie en infrastructuur
Bouw veerkrachtige infrastructuur, bevorder inclusieve en duurzame industrialisering en stimuleer innovatie
Bij infrastructuur moeten we denken aan transport, wegen, irrigatie, energie en informatie- en communicatietechnologie. Om verbeteringen aan te brengen in onderwijs, gezondheidszorg of het drinkwater, is infrastructuur noodzakelijk. Zonder wegen of transport is het voor kinderen uit afgelegen dorpen bijvoorbeeld veel moeilijker om naar school te gaan. In veel ontwikkelingslanden ontbreekt deze fundamentele infrastructuur.
Zonder infrastructuur is het moeilijker om een baan te krijgen, zaken te doen, informatie te ontvangen en brood te halen. Oftewel, door een betere infrastructuur is het makkelijker om andere doelen te bereiken en gaat de levenskwaliteit omhoog.
Er zijn zeven targets die gaan over infrastructuur en industrialisering. Een van de targets gaat over het verkrijgen van een mobiel signaal voor een betere connectiviteit.

### SDG 10: Ongelijkheid verminderen
Dring ongelijkheid in en tussen landen terug
Inkomensongelijkheid tussen landen is in het eerste decennium van de 21e eeuw verminderd. Maar ongelijkheid binnen landen is alleen maar groter geworden. Tussen 1990 en 2010 is de inkomensongelijkheid binnen ontwikkelingslanden met 11 procent toegenomen. Maar ook binnen ontwikkelde landen is de inkomensongelijkheid toegenomen. Het idee dat economische vooruitgang niet genoeg is om armoede te bestrijden, wordt wereldwijd steeds meer ondersteund. Economische groei moet inclusief zijn. Oftewel, iedereen moet er bij betrokken worden. En als we het hebben over economische groei, moeten we ook aandacht hebben voor sociale aspecten en het milieu.
Dit ontwikkelingsdoel heeft 10 targets die gaan over het verminderen van ongelijkheid tussen mensen. Dit kan op sociale, economische, financiële of politieke ongelijkheid slaan. Dit kan ook te maken hebben met gelijke mogelijkheden en een einde maken aan discriminatie.

### SDG 11: Duurzame steden en gemeenschappen
Maak steden en menselijke nederzettingen inclusief, veilig, veerkrachtig en duurzaam
De helft van de wereldbevolking, zo’n 3.5 miljard mensen, woont in de stad. De verwachting is dat dat aantal alleen maar zal toenemen: in 2030 woont mogelijk bijna 60 procent van alle mensen wereldwijd in stedelijke gebieden. Vrijwel al deze verstedelijking, 95 procent, vindt plaats in ontwikkelingslanden. Die groei van stedelijke gebieden vindt ook plaats in sloppenwijken. Nu wonen er al 823 miljoen mensen in zulke buurten, maar dat aantal zal blijven groeien.
Dit doel gaat met name over de ontwikkeling van steden. Het is belangrijk dat deze ontwikkeling balans aanbrengt tussen sociale, economische en omgevingsvriendelijke duurzaamheid. Met name tijdens de COVID-19-uitbraak is het duidelijk geworden dat veel besmettingen met dit virus te herleiden zijn tot dichtbevolkte gebieden. Daarnaast gaat dit doel over het ontwikkelen van carrièremogelijkheden, transport en natuurrampen.

### SDG 12: Verantwoorde consumptie en productie
Verzeker duurzame consumptie- en productiepatronen
Zorg voor duurzaam beheer en efficiënt gebruik van natuurlijke hulpbronnen. Het produceren van onze goederen moet met het oog op de groeiende wereldbevolking veel handiger: ‘meer produceren met minder’.
Dit doel heeft 11 targets die gaan over het ecologisch verbeteren van de huidige voedselproductiemethoden en ook over het verminderen van afval. Het is belangrijk dat voedselproductie op een duurzame manier gebeurt, om de natuur te sparen en onze materiele voetafdruk te verminderen, waardoor dit een positief effect heeft op het klimaat.

### SDG 13: Klimaatactie
Neem dringend actie om klimaatverandering en haar impact te bestrijden
Ieder land op ieder continent heeft te maken met klimaatverandering. De opwarming van de aarde heeft nu al invloed op het dagelijks leven en het inkomen van miljoenen mensen wereldwijd en dat zal in de toekomst alleen maar toenemen.
Dit doel probeert klimaatverandering aan te pakken door vijf doelen, die proberen de klimaatrampen te voorkomen, kennis te vergroten en zich te focussen op het beleid om grip te krijgen op het wereldwijde probleem.

### SDG 14: Leven in het water
Behoud en maak duurzaam gebruik van de oceanen, de zeeën en maritieme hulpbronnen
Oceanen zijn met hun temperatuur, hun stromingen en hun onderzeese leven de motor van mondiale systemen die de aarde bewoonbaar maken voor mensen. Ze bedekken drie kwart van het aardoppervlak. Ons drinkwater, ons weer, klimaat, de kusten, veel van ons eten en zelfs de lucht die we inademen zijn afhankelijk van de zee.
Er zijn tien targets voor het ontwikkelingsdoel wat over water gaat. Het betreft onder meer vervuiling en bescherming van de ecosystemen door bijvoorbeeld overmatig vissen tegen te gaan. Vooral vervuiling van het water is belangrijk, aangezien wereldwijd veel plastic in de zee terecht komt.

### SDG 15: Leven op het land
Bescherm, herstel en bevorder het duurzaam gebruik van ecosystemen, beheer bossen duurzaam, bestrijd woestijnvorming en landdegradatie en draai het terug en roep het verlies aan biodiversiteit een halt toe
Bossen bedekken 30 procent van het landoppervlak van de aarde. Naast dat ze belangrijk zijn voor de voedselveiligheid en het bieden van onderdak, zijn ze ook essentieel voor het vechten tegen klimaatverandering, het beschermen van de biodiversiteit en vormen ze het leefgebied van inheemse bevolkingsgroepen. We verliezen jaarlijks 13 miljoen hectare bos, terwijl de landaantasting zorgt voor woestijnvorming van 3,6 miljard hectare aan land.
Het ontwikkelingsdoel heeft 12 targets die allemaal te maken hebben met het leven op land. Planten zijn belangrijk voor mensen en dier als voeding, en landbouw is een belangrijke bron. Daarnaast zijn er diersoorten die dreigen te verdwijnen, waardoor het ecosysteem weer verandert en andere diersoorten in gevaar brengt.

### SDG 16: Vrede, justitie en sterke publieke diensten
Bevorder vreedzame en inclusieve samenlevingen met het oog op duurzame ontwikkeling, verzeker toegang tot justitie voor iedereen en creëer op alle niveaus doeltreffende, verantwoordelijke en open instellingen
Binnen de millenniumdoelstellingen was er nauwelijks aandacht voor, maar nu is vrijwel iedereen het erover eens dat zonder vrede, veiligheid en rechtvaardigheid bijna geen ontwikkeling mogelijk is. Corruptie, diefstal en belastingontwijking kosten ontwikkelingslanden 1,26 miljard dollar per jaar. Geld dat goed gebruikt kan worden voor armoedebestrijding of om kinderen naar school te laten gaan. En de helft van de basisschoolleerlingen in conflictgebieden verlaat school zonder diploma. Vrede, justitie en sterke publieke diensten zorgen voor ontwikkeling, en andersom. Ze versterken elkaar.
Het ontwikkelingsdoel heeft 16 targets die gaan over geweld, vrede en gelijkheid. Het gevoel van veiligheid is een basisbehoefte. Uitbuiting en mensensmokkel is een voorbeeld van een van de targets, maar je kan ook denken aan handhaving en navolging van de wet. Ook kan hierbij gedacht worden aan stemrecht en participatie, het gevoel dat men in de samenleving gehoord wordt.

### SDG 17: Partnerschap om doelstellingen te bereiken
Versterk de implementatiemiddelen en revitaliseer het wereldwijd partnerschap voor duurzame ontwikkeling
'De duurzameontwikkelingsdoelen zijn een to-do-lijst voor mensen en de planeet, en een blauwdruk voor succes', zei VN-secretaris-generaal Ban Ki-moon bij de lancering van de SDG's. 'We zullen ook een nieuw mondiaal partnerschap nodig hebben', aldus Ban Ki-moon. 'We hebben actie nodig van iedereen, overal. Zeventien duurzameontwikkelingsdoelen zijn onze gids.'
Het laatste ontwikkelingsdoel bestaat uit vijf verschillende categorieën, welke weer bestaan uit subdoelen op financieel, technologisch, handel en systematisch gebied, en ondersteuning in zelfontwikkeling (sub doel 17). Het doel gaat in feite over een samenwerking tussen landen, en probeert beleid van duurzaamheid te promoten. Bij alle vijf de subdoelen is het van belang dat het de initiatieven op een juiste en duurzame manier van de grond komen, waarbij het belangrijk is dat er op een zo eerlijk mogelijke manier gekeken wordt naar hoe de doelen gerealiseerd kunnen worden per land, tussen landen en sectoren.

## Achtergrondinformatie
De onderhandelingen over de Post 2015 Ontwikkelingsagenda vonden plaats in de periode van januari tot augustus 2015. Het resultaat van de onderhandelingen is op de UN Sustainable Development Summit, die liep van 25 tot 27 september, in New York gepresenteerd onder de naam: Transforming our world: the 2030 Agenda for Sustainable Development.